# NGC 5408
NGC 5408 (другие обозначения — MCG −7-29-6, ESO 325-47, TOL 116, IRAS14002-4108, PGC 50073) — галактика в созвездии Центавр, расстояние до которой 15 млн световых лет.
Этот объект входит в число перечисленных в оригинальной редакции «Нового общего каталога».
В галактике обнаружен ультраяркий рентгеновский источник